# نگاشت مغزی
نگاشت مغزی مجموعه‌ای از تکنیک‌های علوم اعصاب مبتنی بر نگاشت مقادیر یا ویژگی‌های زیستی بر روی نمایش فضایی مغز (انسان یا غیر انسان) است که منجر به تولید نقشه‌های مغزی می‌شود.
بر اساس تعریف منتشر شده در سال ۲۰۱۳ توسط جامعهٔ نگاشت مغزی و درمان‌شناسی (SBMT), تعریف نگاشت مغزی به‌طور خاص،
مطالعه آناتومی و عملکرد مغز و نخاع با استفاده از تصویر برداری عصبی، ایمونوهیستوشیمی، ژنتیک مولکولی و اپتوژنتیک، سلول‌های بنیادی و زیست‌شناسی سلولی، مهندسی، نوروفیزیولوژی و فناوری نانو است.

## بررسی اجمالی
هر تصویربرداری عصبی می‌تواند به عنوان بخشی از فرایند نگاشت مغزی در نظر گرفته شود. نگاشت مغز می‌تواند به عنوان یک شکل بالاتر از تصویربرداری عصبی در نظر گرفته شود. تصاویر مغز با استفاده از نتایج پردازش داده‌ها (تصویربرداری یا غیر تصویربرداری) یا تجزیه و تحلیل آن‌ها تولید می‌شوند. این تصاویر رفتارهای گوناگون را بر روی مناطق مختلف مغز نگاشت می‌کنند. (اف‌ام‌آرآی را ببینید). یکی از این نقشه‌ها به نام کانکتوگرام، نواحی قشری مغز را که بر حسب لوب‌های مغز دسته‌بندی شده‌اند، پیرامون یک دایره نمایش می‌دهد. دایره‌های هم مرکز در حلقه اندازه‌گیری‌های عصبی مشابهی مانند میزان قطر یا انحنای قشای مغز را نمایش می‌دهند. در مرکز این دایره‌ها خطوطی که نشان دهندهٔ فیبرهای سفید هستند، اتصالات بین ناحیه‌های قشای مغز را نشان می‌دهند که مطابق با مقدار ناهمسانگردی و قدرت اتصال وزن داده شده‌اند.
روش‌های نگاشت مغزی پیوسته در حال تکامل یافتن هستند، و این تکامل بر پایهٔ توسعه و تصحیح روش‌های به دست آوردن تصاویر، نمایش، تحلیل، تجسم و تفسیر آن‌ها است. از جنبهٔ نگاشت، تصویر برداری عصبی ساختاری محور نگاشت مغزی است.

## آناتومی محاسباتی
آناتومی محاسباتی زمینه‌ای است که از تصویر برداری پزشکی به خصوص نگاشت مغزی منشعب شده‌است.
تولید اطلس‌های فردی مانند MNI یا Tailarah و همچنین اطلس‌های جمعیتی که از تعداد زیادی از برداشت‌ها تولید شده‌اند، از مباحث اساسی آناتومی محاسباتی هستند. به علاوه، نگاشت از یک دستگاه مختصات به دستگاه دیگر از طریق diffeomorphic mapping و LDDMM نیز هستهٔ آناتومی محاسباتی به‌شمار می‌رود.
برخی از دانشمندان به ادعاهای مبتنی بر تصاویر مغزی در مجلات علمی و مطبوعات مانند کشف «بخشی از مغز که مسئول است» انتقاد کرده‌اند. بسیاری از روش‌های نگاشت به علت اینکه صدها هزار نورون را در یک وکسل قرار می‌دهند دقت نسبتاً پایینی دارند. به علاوه، بسیاری از وظایف و کارکردها چندین قسمت از مغز را درگیر می‌کنند؛ بنابراین صحت این ادعاها احتمالاً با تجهیزات استفاده شده قابل بررسی نیست، همچنین این نوع ادعاها به‌طور کلی بر اساس یک فرض نادرست در مورد چگونگی تقسیم عملکردهای مغز مطرح می‌شوند. اکثر عملکردهای مغز ممکن است تنها در صورتی به درستی توصیف شوند که از وسیلهٔ اندازه‌گیری‌های بسیار دقیق که به جای در نظر گرفتن نواحی بزرگ به تعداد بسیار زیادی از مدارهای مغزی کوچک تمرکز می‌کنند، استفاده شود. بسیاری از این تحقیقات ایرادهای تکنیکی مانند کوچک بودن اندازهٔ نمونه‌ها یا تنظیم نادرست ابزارها (که باعث می‌شوند نتایج قابل بازسازی نباشند) یا نادیده گرفتن فرضیات برای تولید یک مقالهٔ ژورنالی یا تیتر خبری مهیج را نیز دارند.
در برخی موارد تکنیک‌های نگاشت مغزی برای اهداف تجاری، دروغ سنجی یا تشخیص‌های پزشکی به کار می‌روند در حالی که با روش‌های علمی تأیید نشده‌اند.

## تاریخچه
در سال ۱۹۶۲ تحقیقات نگاشت مغزی در اوهایو آغاز شد و در بیمارستان Columbus state ادامه یافت. بیش از ۵۰۰ نمونه توسط دستگاه ثبت امواج الکتریکی مغز به وسیلهٔ برق با فرکانس بالا که توسط دولت آمریکا ثبت شده بود اسکن شدند. یک گزارش دقیق نگاشت مغزی توسط انستیتو حافظهٔ Battelle با نام «دریچهٔ تازه به مغز انسان» منتشر شد.
ژورنال جامعهٔ پزشکی آمریکا نیز گزارشی در رابطه با این تحقیق منتشر کرد: " آیا دستگاه عصبی مبتنی بر دامنه است یا فرکانس؟".
JAMA گزارش داده است: «یکی از نکاتی که اکثر نورولوژیست‌ها دربارهٔ آن توافق دارند، این است که دستگاه عصبی مبتنی بر دامنه است. اکنون یک نظریهٔ جدید دقیقاً نظری مخالف را ارائه می‌دهد، به این معنا که دستگاه عصبی مبتنی بر فرکانس است.» در نتیجهٔ تحقیقات نگاشت مغزی، روانپزشکان توانستند بیماری‌هایی مانند اپیلپسی، سایکوموتور اپیلپسی، توهم، و شیزوفرنی را به وسیلهٔ کاهش دادن فعالیت‌های عصبی در سیستم فعال سازی شبکه‌ای که در ساقهٔ مغز قرار دارد، درمان کنند. به علاوه، وظیفهٔ رویاپردازی و وظایف یکتای هر نیمکرهٔ مغز نیز مشخص شدند که این کشف بعدها به وسیله تولد دختری با یک نیمکره مغز نیز اثبات گردید.
انتشارات کیندل بوکز (Kindle Books) کتابی را منتشر کرده‌است که پروژهٔ نگاشت مغزی هدایت شده توسط انستیتو حافظه‌ای بتل (Battelle) را شرح می‌دهد و یک ماتریس دسته‌بندی رفتاری و روش‌هایی برای تغییر شخصیت را شناسایی می‌کند.
ویکتور اچ. فیشر (Victor H. Fisher) پژوهشگر اصلی تیم روانپزشکی بود. سایر اعضای تیم عبارت اند از: ده روانشناس بالینی، دکتر پاول واتکینز (Paul W. Watkins)، دکتر کالوین بیکر (Calvin Baker) عضو سابق دپارتمان بهداشت روانی اوهایو و مشاور علوم مغز و اعصاب، USAF Colonel Robert F. Hood در بخش عصب‌شناسی و روان‌شناسی و هدایت کنندهٔ روان‌شناسی در مرکز پزشکی رایت-پترسون در آمریکا.
در سال‌های پایانی دههٔ ۱۹۸۰ در ایالات متحده، انستیتو ی داروی آکادمی ملی علوم، مأموریت یافت تا پنلی برای بررسی ارزش تجمیع داده‌های عصب‌شناسی به وسیلهٔ روش‌های مختلف ارائه دهد.
استفاده از تصویر برداری اف‌ام‌آرآی(fMRI)، تصویربرداری پخش وزنی(dMRI)، یا magnetoencephalography و (electroencephalography (EEG و برش‌نگاری با گسیل پوزیترون، (Near-infrared spectroscopy(NIRS و سایر روش‌های اسکن غیر تهاجمی برای نگاشت آناتومی، فیزیولوژی، پرفیوژن، وظایف و فنوتیپ مغز انسان بسیار مورد توجه است. نگاشت مغزهای سالم و بیمار می‌توانند برای بررسی حافظه، یادگیری، سالخوردگی، و تأثیرات مصرف داروها در جمعیت‌های گوناگون مانند بیماران شیزوفرنی، اوتیسم و افسردگی بالینی استفاده شوند. این مطالعات منجر به انجام پروژهٔ مغز انسان(Human Brain Project) شد. به علاوه این مطالعات برای یافتن تأثیرات ضربه‌های مغزی (مانند مورد Phineas Gage) و توسعهٔ درمان ضربه‌های مغزی مورد استفاده قرار می‌گیرند.
به دنبال تعدادی از ملاقات‌ها، کنسرسیوم جهانی نگاشت مغزی، شکل گرفت. هدف اصلی این کنسرسیوم تولید اطلس‌های مختلف محاسباتی مغزی است.
در ماه مه سال ۲۰۱۰، دادگاه عالی هند، اعلام کرد که نگاشت مغزی، تست‌های دروغ سنج و تجزیه و تحلیل مواد مخدر بر خلاف قانون هستند و بند۲۰ قانون اساسی را نقض می‌کنند. این روش‌های باید با رضایت افراد پیاده شوند. همچنین در صورت پیاده‌سازی این روش‌ها، موادی که به دست می‌آیند با توجه به قسمت ۲۷ قانون شواهد به عنوان مدرک در نظر گرفته می‌شوند.

## تعریف کامل نگاشت مغزی
نگاشت مغزی
مطالعهٔ آناتومی و عملکرد مغز و نخاع از طریق استفاده از تصویر برداری (شامل روش‌های میکروسکوپی، آندوسکوپی، و تصویر برداری چند حالته) ایمونوهسیتوشیمی، ژنتیک ملکولی و اپتوژنتیک، سلول‌های بنیادی و زیست سلولی، مهندسی (مواد، برق و بایومذیکال)، نوروفیزیولوژی و نانوتکنولوژی است.